# Himera (album)
Himera (in lingua russa: Химера) è l'ottavo album in studio del gruppo musicale russo Aria, pubblicato nel 2001.

## Tracce
1. Химера – 4:37 (testo: Alexander Yelin – musica: Vladimir Holstinin, Valery Kipelov)
2. Небо Тебя Найдёт – 5:29 (testo: Yelin – musica: Holstinin)
3. Я не Cошёл с Ума – 6:25 (testo: Margarita Pushkina – musica: Sergey Terentyev)
4. Вампир – 5:28 (testo: Yelin – musica: Holstinin)
5. Горящая Стрела – 4:09 (testo: Pushkina – musica: Vitaly Dubinin)
6. Штиль – 5:33 (testo: Pushkina – musica: Dubinin)
7. Путь в Никуда – 5:27 (testo: Pushkina, Kipelov – musica: Kipelov)
8. Ворон – 5:42 (testo: Pushkina – musica: Dubinin)
9. Осколок Льда – 5:25 (testo: Pushkina – musica: Dubinin)
10. Тебе Дадут Знак – 8:52 (testo: Yelin – musica: Holstinin)